# Сату-Ноу (Келераш)
Сату-Ноу (рум. Satu Nou) — село у повіті Келераш в Румунії. Входить до складу комуни Іляна.
Село розташоване на відстані 52 км на схід від Бухареста, 58 км на північний захід від Келераші, 142 км на південний захід від Галаца.

## Населення
За даними перепису населення 2002 року у селі проживали 290 осіб, усі — румуни. Усі жителі села рідною мовою назвали румунську.